# Пьерлуиджи Пенцо (стадион)
«Пьерлуи́джи Пе́нцо» (итал. Stadio Pier Luigi Penzo) — мультиспортивный стадион, расположенный в итальянском городе Венеция. В основном используется для проведения матчей по футболу, являясь домашней ареной одноименной местной команды. Ныне вмещает 9977 зрителей.

## История
Официальным годом открытия арены считается 1913. «Пьерлуиджи Пенцо» является вторым старейшим стадионом в Италии после генуэзской арены «Луиджи Феррарис», на которой выступают «Сампдория» и «Дженоа».
Свое нынешнее наименование арена получила в честь выдающегося итальянского летчика, героя Первой мировой войны майора Пьерлуиджи Пенцо.
Рекорд посещаемости стадиона был зарегистрирован в 1966 году, когда 26 000 поклонников «Венеции» пришли поддержать своих кумиров в матче Серии А против «Милана».
В 1970 году поле серьёзно пострадало от последствий урагана, после чего общая его вместимость была сокращена до 5 000 человек, однако в 1998 году была вновь увеличена до 15 000 зрителей.
Летом 2021 года клуб вернулся в высший дивизион итальянского футбола после девятнадцатилетнего отсутствия, что побудило его руководителей инициировать начало реконструкции арены.
Интересной особенностью стадиона является тот факт, что он расположен на острове в южной части Венеции, исходя из чего проще всего добраться до него можно при помощи лодки.